# Kōya Nishikawa

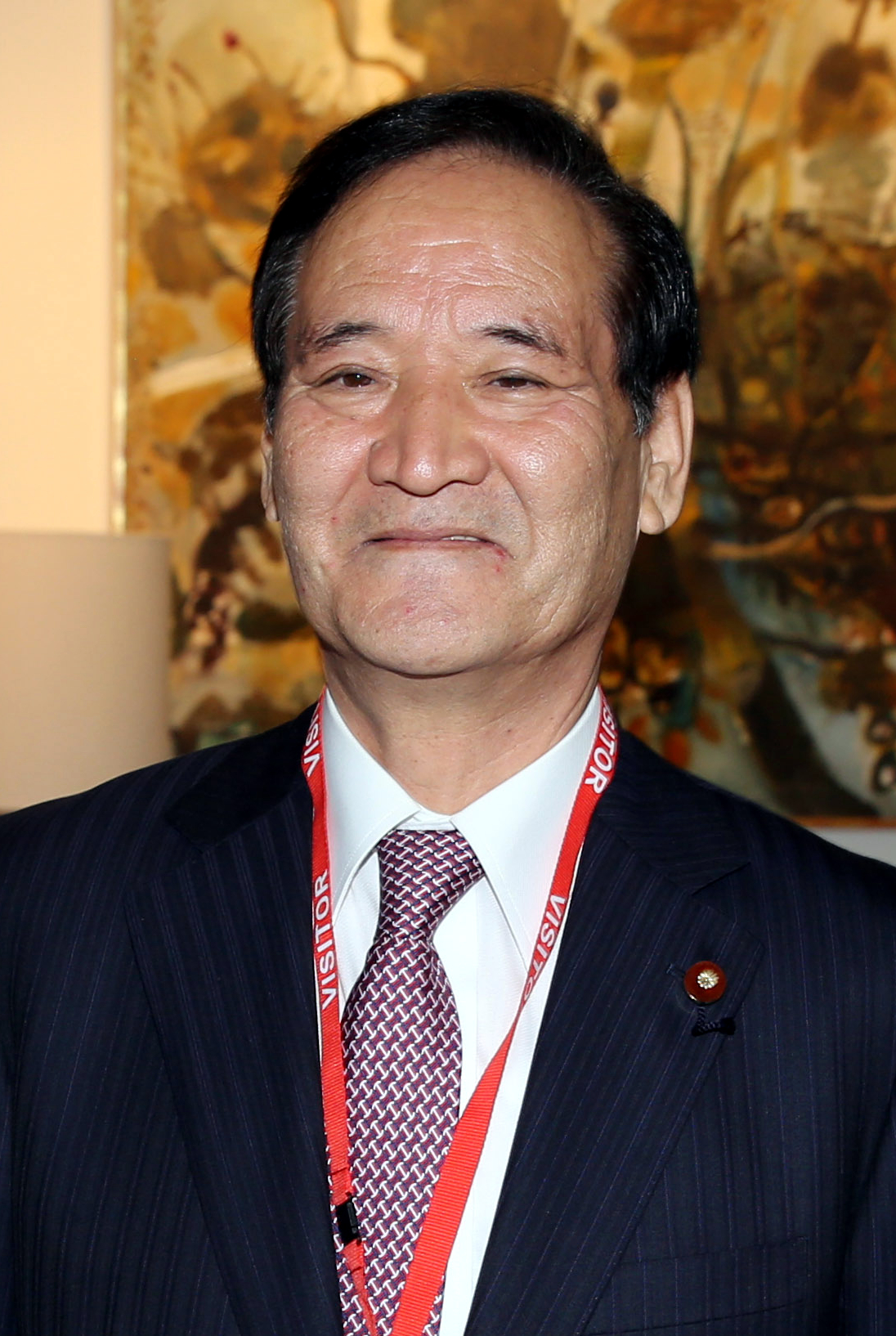
Nishikawa im Frühjahr 2014 bei einem Treffen mit dem australischen Handelsminister Andrew Robb.

Kōya Nishikawa (jap. 西川 公也, Nishikawa Kōya; * 26. Dezember 1942 in der Stadt Ujiie, heute Teil der kreisfreien Stadt Sakura, Kreis Shioya, Präfektur Tochigi) ist ein japanischer Politiker der Liberaldemokratischen Partei (Nikai-Faktion), Abgeordneter im Shūgiin, dem Unterhaus des Nationalparlaments, für den Verhältniswahlblock Nord-Kantō und ehemaliger Landwirtschaftsminister.
Nishikawa wurde nach seinem Studium an der landwirtschaftlichen Fakultät der Tōkyō Nōkō Daigaku und am dortigen Graduiertenkolleg 1967 Mitarbeiter der Präfekturverwaltung von Tochigi. 1979 wurde er für die erste von fünf Perioden ins Präfekturparlament von Tochigi gewählt. Von 1993 bis 1994 war er Präsident des Präfekturparlaments. 1996 trat er zurück, um in die nationale Politik zu wechseln.
Bei der Shūgiin-Wahl 1996, der ersten nach der Einführung der Einmandatswahlkreise und der Verhältniswahlssitze, kandidierte Nishikawa im Wahlkreis Tochigi 2 für die LDP und setzte sich mit absoluter Mehrheit gegen den Ex-Sozialisten Mamoru Kobayashi (nun Demokratische Partei, bis dahin einer der fünf Abgeordneten für den alten Wahlkreis 1) und zwei weitere Kandidaten durch. Den Sitz konnte er 2000 knapp gegen Kobayashi verteidigen. 2001 wurde er für das zweite Kabinett Mori daijin seimukan (der untere der beiden neu eingeführten parlamentarischen Staatssekretärsposten) im ebenfalls 2001 neu eingerichteten Kabinettsamt (naikakufu). Für die nachfolgenden Kabinette von Jun’ichirō Koizumi wurde Nishikawa 2002 parlamentarischer Staatssekretär im Wirtschaftsministerium, 2003 wieder im Kabinettsamt, 2004 dort dann fukudaijin („Vizeminister“, das obere der beiden parlamentarischen Ämter unter dem Minister).
Bei Shūgiin-Wahlen hatte Nishikawa inzwischen den Wahlkreis Tochigi 2 Justizministerin Mayumi Moriyama überlassen, die die unter Koizumi eingeführte Altersgrenze für LDP-Verhältniswahlkandidaten überschritt, und kandidierte nur noch im Verhältniswahlblock Nord-Kantō, wo er in einer Gruppe von vor die Doppelkandidaten gesetzten Verhältniswahlkandidaten an der Spitze der LDP-Liste 2003 und 2005 sicher wiedergewählt wurde. Für die Shūgiin-Wahl 2009 wollte Moriyama zunächst in den nordöstlich benachbarten Wahlkreis 3 des aus der LDP ausgetretenen Yoshimi Watanabe wechseln, zog sich aber letztlich aus der Politik zurück. Nishikawa übernahm wieder die LDP-Kandidatur im Wahlkreis 2, wo er jedoch bei der Wahl deutlich (36 % zu 63 %) dem ehemaligen Gouverneur Akio Fukuda unterlag, der für die Demokratische Partei antrat.
Bei der Shūgiin-Wahl 2012 erhielt Nishikawa rund 56.000 Stimmen, nochmal über 9.000 Stimmen weniger als 2009, gewann aber trotzdem mit 38,6 % den Wahlkreis, da die Wahlbeteiligung deutlich gesunken war und die Minna no Tō von Yoshimi Watanabe ebenfalls einen konkurrenzfähigen Kandidaten für Tochigi 2 nominiert hatte, und zog erneut ins Unterhaus ein. Er wurde 2013 Vorsitzender des TPP-Komitees (tīpīpī taisaku iinkai, TPP対策委員会) der LDP. Bei einer Kabinettsumbildung im September 2014 berief ihn Shinzō Abe an die Spitze des Ministeriums für Land-, Forst- und Fischereiwirtschaft. Bei der Wahl im Dezember des gleichen Jahres erhielt er zwar mehr Stimmen als 2012 (>62.000, 46,5 %), unterlag aber um rund 200 Stimmen Akio Fukuda; mit der sehr knappen Niederlage führte er die LDP-Verhältniswahlliste im Block Nord-Kantō an und gewann dort einen Sitz.
Shinzō Abe übernahm Nishikawa zunächst in sein drittes Kabinett, aber er trat im Februar 2015 über einen Spendenskandal zurück.